# Norbert Kailer
Norbert Kailer (* 1955) ist ein österreichischer Wirtschaftswissenschaftler und Hochschullehrer. Er war Professor für Unternehmensgründung und Unternehmensentwicklung an der Johannes Kepler Universität (JKU) Linz und leitete bis zu seinem Ruhestand das Institut für Unternehmensgründung und Unternehmensentwicklung.

## Leben
Norbert Kailer studierte Betriebswirtschaft und Wirtschaftspädagogik an der Universität Graz und der Wirtschaftsuniversität Wien. Von 1980 bis 1983 war er als Bereichsleiter der Österreichischen Akademie für Führungskräfte und am Institut für Organisationsentwicklung in Graz tätig. 1981 promovierte er an der Universität Graz. In der Zeit von 1983 bis 1994 war er wissenschaftlicher Mitarbeiter und Fachbereichsleiter am Institut für Bildungsforschung der Wirtschaft in Wien; zudem absolvierte er Forschungsaufenthalte an der Management School der University of Lancaster in Großbritannien. Er habilitierte sich für das Fach Betriebswirtschaftslehre an der Universität Graz. Nach berufsbegleitenden Forschungsaufenthalten beim Bundesinstitut für Berufsbildung in Berlin und bei den Beruflichen Fortbildungszentren der Bayerischen Arbeitgeberverbände in Nürnberg war er von 1994 bis 2003 Professor für Personal und Qualifikation am Institut für Arbeitswissenschaft und Leiter des Forschungszentrums für Personalentwicklung an der Ruhr-Universität Bochum. Seit 2003 ist er Vorstand des Institutes für Unternehmensgründung und Unternehmensentwicklung (IUG) der KU. Im Jahr 2008 absolvierte er als Participating Professor das EECPCL-Programm der Harvard Business School.

## Arbeits- und Forschungsschwerpunkte
- Gründungs- und Wachstumsmanagement
- Entwicklung von Klein- und Mittelbetrieben
- Unternehmensnachfolge
- Entrepreneurship Education
- Betriebliche Kompetenzentwicklung und -bilanzierung

## Preise
- Rudolf-Sallinger-Preis
- Österreichischer Staatspreis für Erwachsenenbildung
- Ehrenpreis des Rudolf-Sallinger-Fonds
- Leopold-Kunschak-Preis
- Kardinal-Innitzer-Förderungspreis für Sozial- und Wirtschaftswissenschaften, 1993
- Wolfgang Houska Anerkennungspreis (für IUG-Projekt)
- European Enterprise Award 2010 „Promoting the Entrepreneurial Spirit“ der Europäischen Kommission für das IUG